# 미네소타주의 기

미네소타주의 기

미네소타주의 기는 미네소타주의 깃발이다. 현재의 주기는 2024년에 제정되었다.
이전까지는 파란 바탕에 미네소타주의 문장이 새겨진 형태의 기를 썼으나 이후 주기를 변경해야 한다는 여론이 지속적으로 있었고, 이에 현재의 기로 새롭게 제정하여 변경하였다.

## 과거의 기

1893년 ~ 1957년 (앞면)
1893년 ~ 1957년 (뒷면)
1957년 ~ 1983년
1983년 ~ 2024년